# 奥罗巴朝圣地
奥罗巴朝圣地 (義大利語：santuario di Oropa）是一组罗马天主教建筑群，位于意大利城市比耶拉的奥罗巴区（Oropa），比萊阿爾卑斯山脈的小山谷中，海拔1159米。 
1620年8月30日，主教雅各伯•戈里亚（Giacomo Goria）和神父方济各•斯福尔扎•帕拉维奇诺（Francesco Sforza Pallavicino）为皮埃蒙特的奥罗巴圣母（Madonna Della Oropa）加冕。2021年8月5日，教宗方济各正式颁诏为圣像加冕，由枢机团团长若翰·雷 在梵蒂冈签署。

## 历史

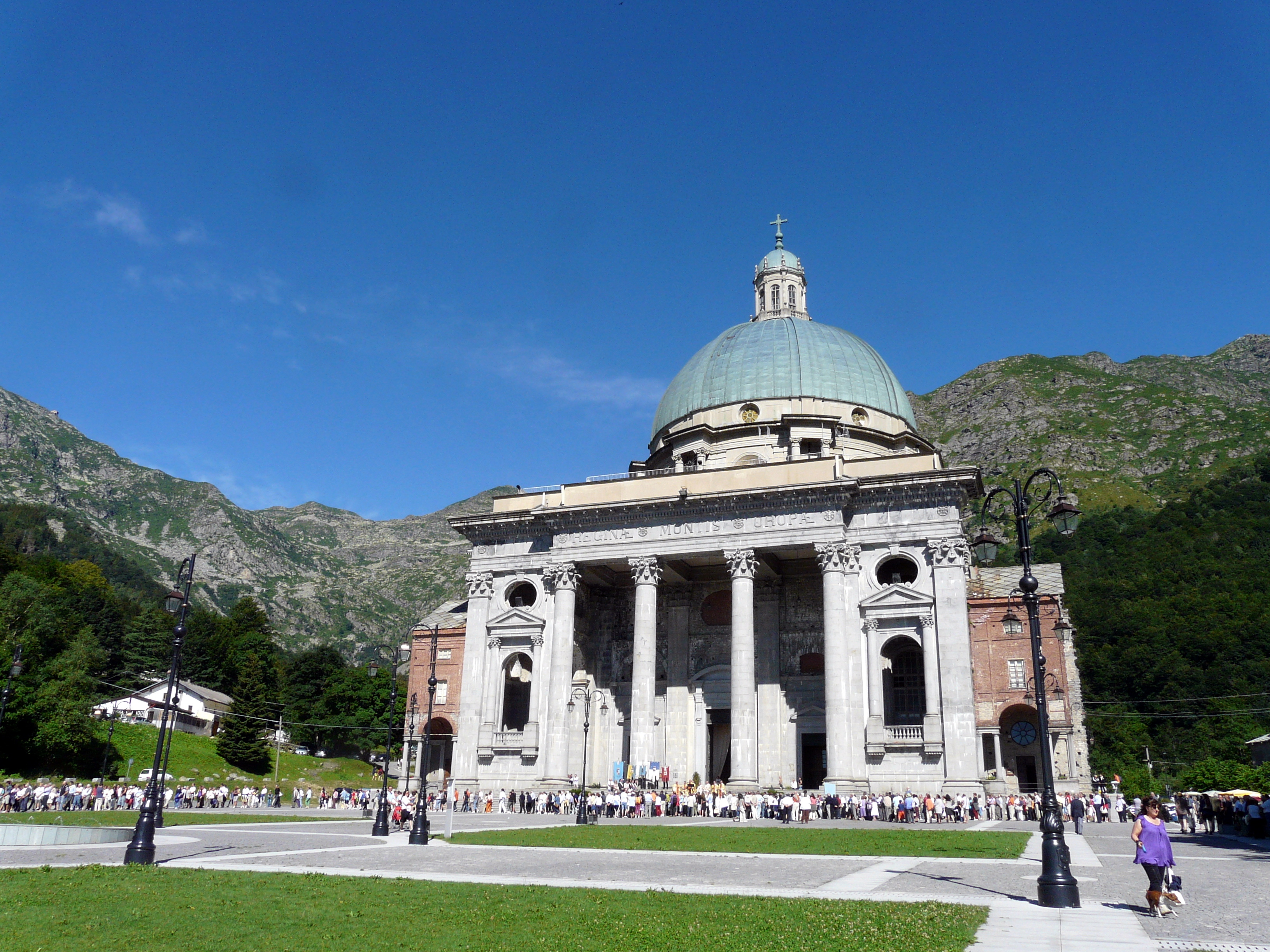
上圣殿

根据传说，圣欧瑟伯在耶路撒冷发现圣路加雕刻的圣母玛利亚黑色木雕，于公元4世纪运到奥罗巴放置在一块巨石的小壁龛中。在中世纪，围绕壁龛修建了一座教堂，17世纪初，又改建为今日的古圣殿。在接下来的两个世纪里，建筑群又增加了几座建筑，包括萨伏伊王朝 的皇家公寓、一座大型图书馆和皇家大门，这是建筑师菲利波•尤瓦拉在18世纪设计的杰作。
朝圣地的最后新增的部分是宏伟的上圣殿，建于1885年至1960年间，因为有大量朝圣者前往奥罗巴。 它能容纳3000人，圆顶高80米。
1617年，位于朝圣地不远处建成了奥罗巴圣山（Sacro Monte di Oropa）建筑群。这是一条朝拜之路，现在由十二座小堂组成（再加上附近的七座），包括圣母玛利亚生平故事场景的雕像群。

## 朝圣
根据传说，在17世纪，奥罗巴圣母曾经保佑比埃拉镇居民免受瘟疫之苦。在此之后，该镇教友每年都会前往朝圣，感谢圣母玛利亚恩宠。几个世纪以来，黑圣母像一直受到尊敬；以及许多感谢圣母的还愿牌。这些还愿牌保存在朝圣地内。其中最古老的一幅可追溯到1522年，由画家贝纳迪诺•拉尼诺创作。
这些木雕有一些独特的特征：
- 尽管雕像年代久远，但没有蛀虫；[6]
- 虽然传统触摸脚以求好运，但脚并没有磨损；[7]
- 圣母和圣婴的脸上不会落灰尘[8]。

每年约有80万名朝圣者参观圣殿。每五年进行一次从方丹莫尔（Fontainemore）到奥罗巴的古老朝圣，令人印象深刻。